# 駱俊
駱 俊（らく しゅん、? - 197年）は、中国後漢末期の武将。字は孝遠。揚州会稽郡烏傷県の人。子は駱統。孫は駱秀。

## 概要
若くして文武両道の才に富んでいたことから、郡吏となった。まもなく、孝廉に推挙されて尚書郎に任命された。その功績を称えられ、後に陳国の相となり、陳愍王劉寵に仕えた。
建安2年（197年）正月、袁術は仲家皇帝を偽称し、また異母兄の袁紹との争いも続けていた。そのため天下は乱れて、各地に反乱が起こった。陳国付近でも騒然とした状態となり、四方に奸悪な賊衆が蠢いていた。
これを危惧した駱俊が、劉寵に上奏して富国強兵を奨励したため、奸悪な賊衆たちは陳国に侵入することができなかった。また彼が万民に慈悲をもって接し、その身の安全を保障したため、陳国は天災事変に遭遇せず豊かであった。
これを見た袁術は食糧が欠乏したので、使者を派遣して劉寵および駱俊に対して、食糧を輸送するよう要請した。しかし上記の出来事などがあり、駱俊は袁術のことを快く思っていなかったので、断固としてこれを拒んだ。
袁術は戻った使者から駱俊の態度を聞いて激怒し、刺客を派遣して劉寵と駱俊を暗殺させるとともに、その食糧を奪い陳国を併呑した。

## 参考資料
- 『三国志』呉志 駱統伝
- 『後漢書』孝明八王列伝